# Luksor (muhafaza)

Lokalizacja muhafazy

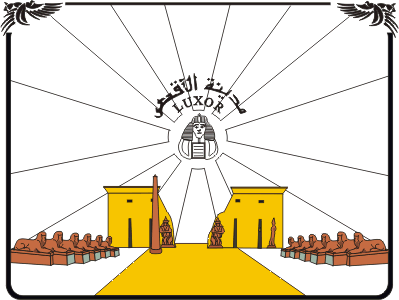
Flaga muhafazy

Luksor (arab. الأقص) – prowincja gubernatorska (muhafaza) w Egipcie, w centralnej części kraju w Górnym Egipcie, nad Nilem. Zajmuje powierzchnię 2409,68 km² i jest to jedna z najmniejszych  muhafaz Egiptu. Stolicą muhafazy jest Luksor.
Według spisu powszechnego w listopadzie 2006 roku populacja muhafazy liczyła 959 003 mieszkańców, natomiast według szacunków 1 stycznia 2015 roku zamieszkiwało ją 1 147 058 osób.